# Jean Frélaut
Jean Frélaut (Grenoble, 17 luglio 1879 – Vannes, 23 dicembre 1954) è stato un pittore e incisore francese.

## Biografia
La sua famiglia si trasferì in Bretagna, da dove era originaria, quando suo padre, il generale Auguste-Louis Frélaut, andò in pensione. Andò a vivere nella proprietà di famiglia in un luogo chiamato "La Haie" a Vannes. Jean Frélaut ha completato gli studi secondari al Lycée Jules Simon. A 18 anni si recò a Parigi, nel 1897 entrò nello studio di Fernand Cormon all'École des beaux-arts di Parigi. Ha imparato la tecnica dell'incisione da Marcel Beltrand e dell'acquaforte da Donald Shaw Mac Laughlan, e dal 1903 si dedicò quasi esclusivamente a questa tecnica.
Viaggiò in Europa e in Nordafrica. Sposò Elizabeth Pinasseau nel 1912 e le sue opere furono esposte alla galleria Barbazanges.
Fu nominato cavaliere della Legion d'onore nel 1919.
Partecipò al gruppo di pittori-incisori indipendenti, fondato da Jean Émile Laboureur e Raoul Dufy dal 1923.
Tornò a vivere nel Morbihan, e nel 1937 fu nominato curatore del museo di Vannes.
Decorò con Jean Émile Laboureur e Pierre Dubreuil la Scuola Nazionale della Marina Mercantile.
Particolarmente ricchi di vibrazioni cromatiche sono i paesaggi e le scene rustiche bretoni, d'una gustosa e primitiva ingenuità non disgiunta da un culturalismo bruegeliano.
È conosciuto soprattutto per aver illustrato diverse opere letterarie, tra le quali le Les Fables di Jean de La Fontaine, Le Grand Meaulnes di Alain-Fournier, il Roman de Renart.
È il padre di Dominique Frélaut, sindaco di Colombes per 36 anni.

## Opere

### Incisioni
Autore di oltre 1.500 tavole, ricevette il premio per l'incisione francese alla Biennale di Venezia (1934). Una delle sue prime acqueforti è da L'Estampe nouvelle (Le Laboureur, 1906)
Jean Bersier lo descrisse così nel 1948: "Dal giorno in cui MacLanghlan lo introdusse alla professione di incisore, si dedicò, con tenace e premurosa volontà, a incidere nel rame l'amore intenso che provava per la natura e per la terra di suo territorio ancestrale. Il Morbihan, ruvido e teso, si presta magnificamente alle descrizioni di Frélaut".
L'opera incisa di Jean Frélaut è presente nelle collezioni del Musée de la Cohue di Vannes e in quella del Museo dipartimentale bretone di (Quimper), che conserva anche alcuni suoi disegni.

### Quadri
- La procession de Belz au pardon de Saint-Cado (Museo della Cohue de Vannes).

### Illustrazioni
- Le Pèlerin des sept saints de Bretagne, di Joseph Guilbert (1938);
- Les Fables, di Jean de La Fontaine (1941);
- La Brière, d'Alphonse de Châteaubriant (1942);
- Monsieur des Lourdines, d'Alphonse de Châteaubriant (1944);
- Le Grand Meaulnes, d'Alain-Fournier (1946);
- Hollande, di Georges Duhamel (1949);
- Le Roman de Renart (1950);
- Poésies choisies de Paul Verlaine, prefazione di Pierre Mac Orlan (1953);
- Le Promeneur accompagné, d'Alexandre Arnoux (1948);
- Poésies di Charles d'Orléans (1948).